# 浮罗交怡空中缆车

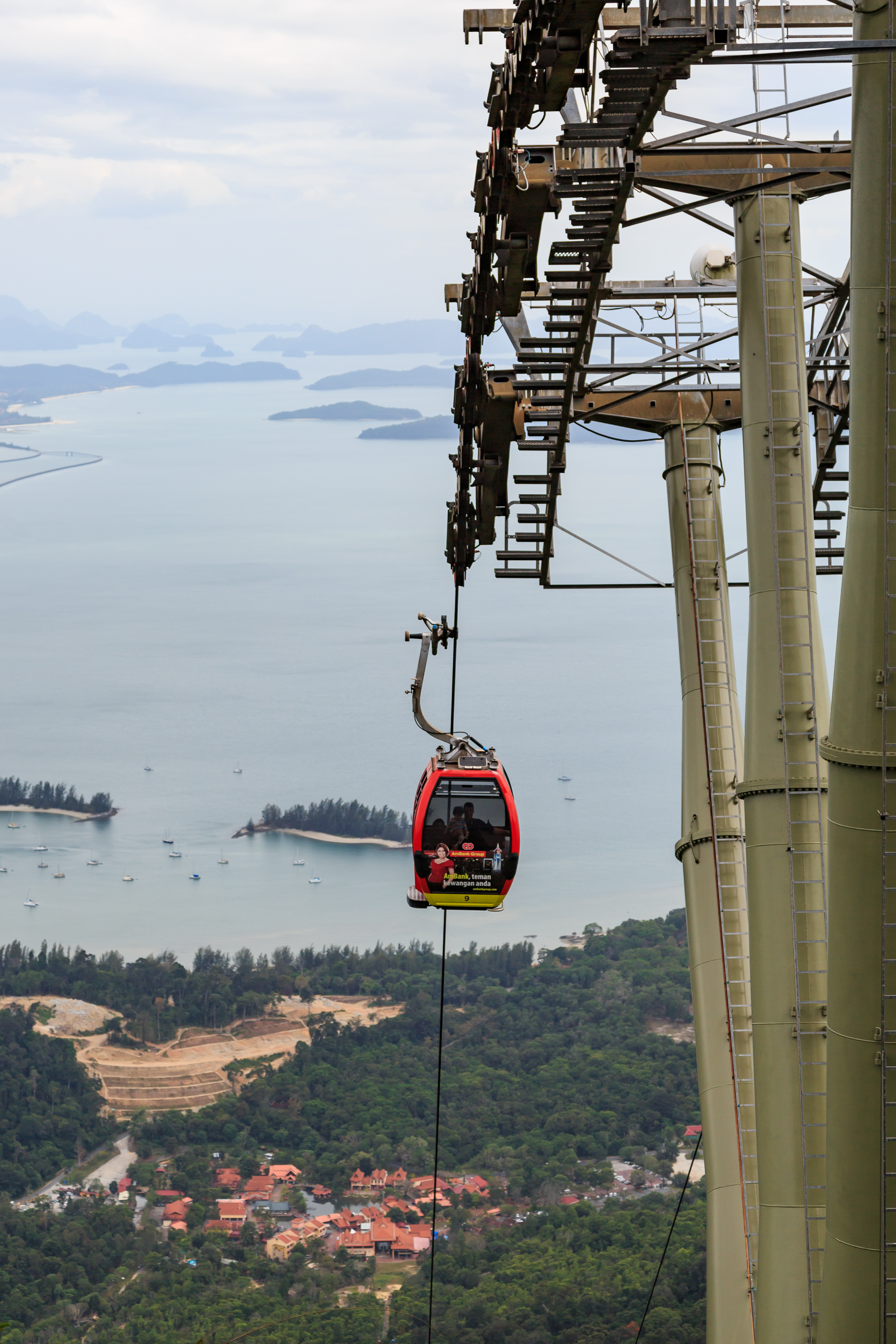
浮罗交怡空中缆车

浮罗交怡空中缆车（英語：Langkawi Cable Car），又称SkyCab，是马来西亚吉打州浮罗交怡的一条架空索道。总长度为2.2公里（1.4英里），从底部到顶部的行程时间约为15分钟。2003年正式开业。2020年，引入4辆360吊厢。
该项目最早于1999年由时任马来西亚首相马哈迪·莫哈末提出，当时他在访问浮罗交怡期间乘坐直升机飞越了708米高的玛景樟山顶峰（Gunung Machinchang）。缆车项目是奥地利的多贝玛亚公司和一家马来西亚公司的合资企业。